# Yujia, Chongqing
Yujia (kinesiska: 余家) är en köping i sydvästra Kina. Den ligger i stadsdistriktet Wanzhou i storstadsområdet Chongqing, omkring 190 kilometer nordost om det centrala stadsdistriktet Yuzhong. Antalet invånare är 30 454. Befolkningen består av 15 159 kvinnor och 15 295 män. Barn under 15 år utgör 22,0 %, vuxna 15-64 år 60 %, och äldre över 65 år 17,0 %.